# Adiemus
Adiemus é um projecto de música incidental pensado e realizado pelo compositor galês Karl Jenkins em 1994. O projeto em si nasceu quando a Delta Airlines European procurou Jenkins para compor um jingle tema destinado às campanhas da companhia, já que a companhia rival utilizou a música "Storms in Africa" da cantora e compositora Enya.
Devido ao sucesso do jingle "Adiemus", Jenkins compôs um segundo jingle, "Elegia", e logo após criou o projeto Adiemus de Orquestra Erudita de Música Africana, que resultou em oito CDs e uma série de singles vendidos pelo mundo todo.
O primeiro disco, Songs of Sanctuary, conta com a participação de Miriam Stockley no vocal, com arranjos de percussão de Mike Ratledge. Karl Jenkins rege a London Philharmonic Orchestra.

## Discografia
- Adiemus: Songs of Sanctuary (1995)
- Adiemus II: Cantata Mundi (1997)
- Adiemus III: Dances of Time (1999)
- The Journey: The Best of Adiemus (2000)
- Adiemus IV: The Eternal Knot (2001)
- Adiemus Live (2002)
- Adiemus V: Vocalise (2003)
- Adiemus - Colores (2013)